# Гаряча точка Самоа

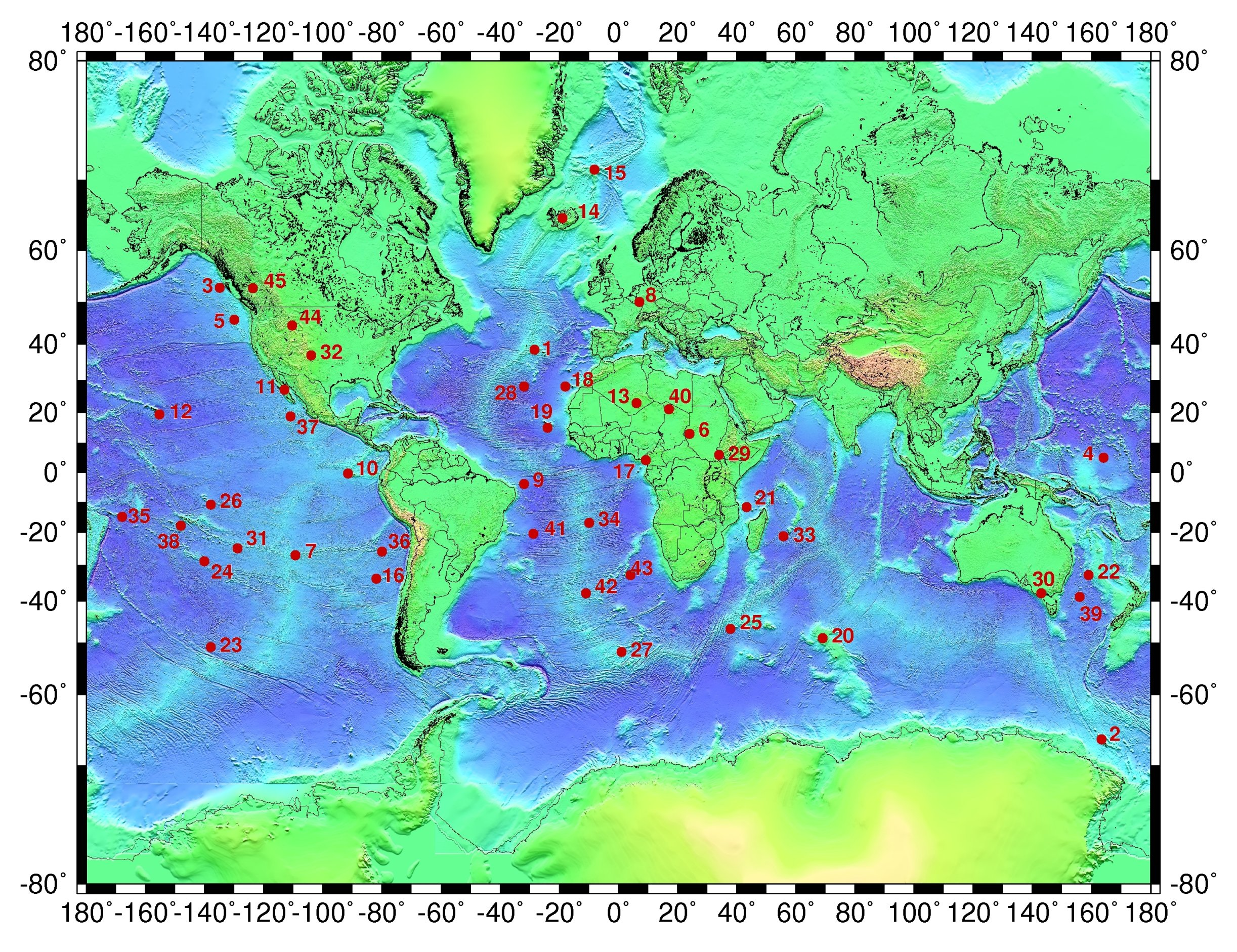
Гаряча точка Самоа позначена на карті цифрою 35

Діаграма, що показує, як гарячі точки утворюють острови

Гаряча точка Самоа — вулканічна гаряча точка, розташована в південній частині Тихого океану. Модель гарячих точок описує гарячий висхідний шлейф магми через земну кору внаслідок якого утворюються вулканічні острови. Ідея гарячої точки виникла у Дж. Тузо Вілсона в 1963 році на основі вулканічного ланцюга Гавайських островів.
Теоретично, гаряча точка Самоа знаходиться на Тихоокеанській тектонічній плиті, що рухається над фіксованою гарячою точкою, розташованою глибоко під Самоанськими островами.  Гаряча точка Самоа включає острови Самоа (Американське Самоа та Самоа) і поширюється на острови Увеа або острів Уолліс (Уолліс і Футуна) і Ніулакіта (Тувалу), а також затоплені береги Паско Банкс та Алекса Банк. 
У міру того як Тихоокеанська плита повільно рухається над гарячою точкою, теплова активність накопичується та вивільняється в магматичний шлейф, що викидається крізь земну кору, утворюючи кожен острів у ланцюжку. Острови Самоа зазвичай лежать по прямій лінії зі сходу на захід у тому ж напрямку, що й тектонічна плита «дрейфує» над гарячою точкою. 

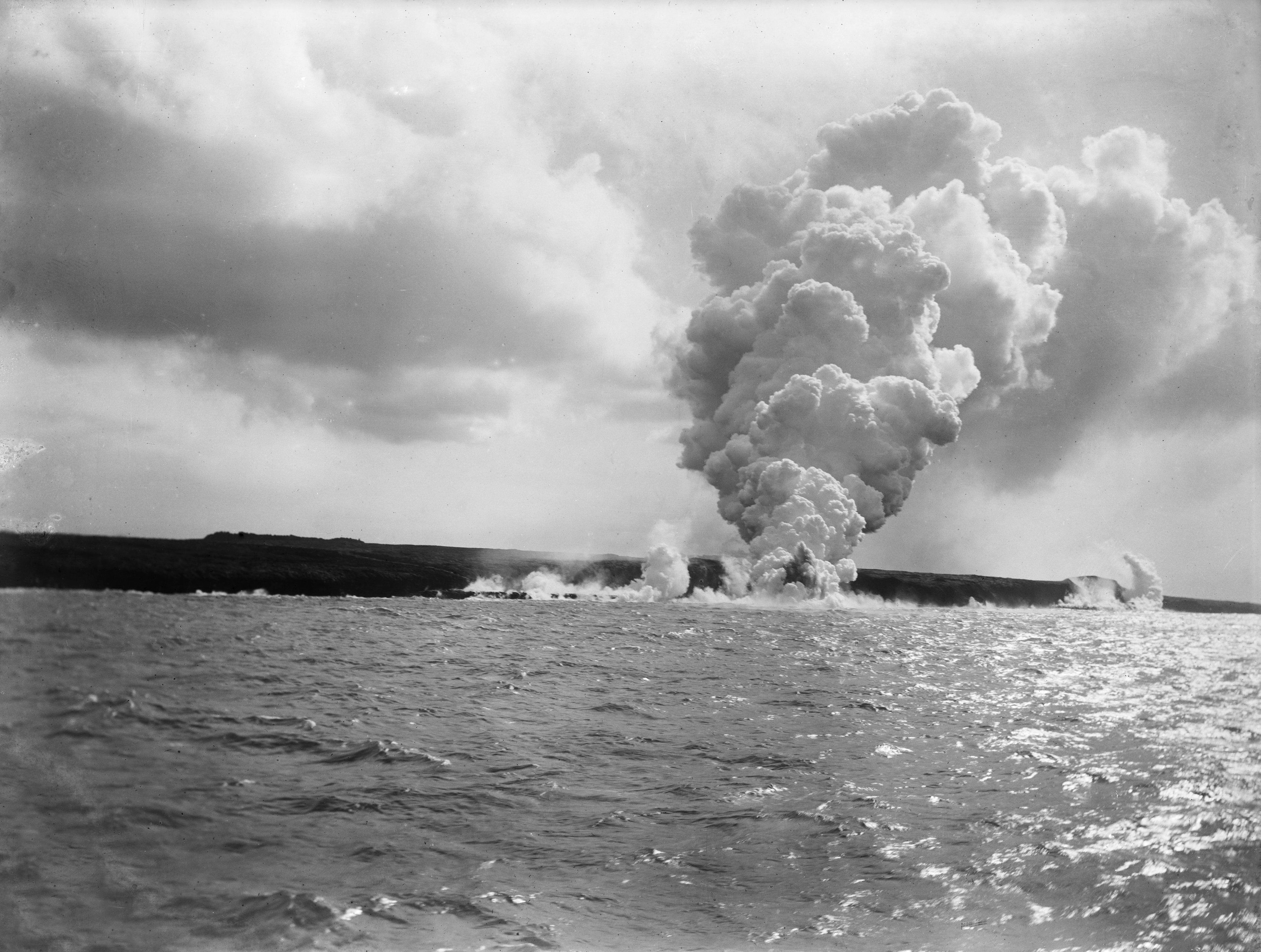
Виверження гори Матавану на острові Саваї, 1905 рік.

Характеристика «класичної» гарячої точки, такої як гаряча точка на Гаваях, призводить до того, що острови, розташовані далі від гарячої точки, значно старщі у порівнянні більш нових та молодих островів,я кі знаходяться найближче  гарячої точки, як-от підводна гора Камаеуаканалоа (колишня назва Лоіхі), єдиний підводний вулкан, який була детально вивчений. Результатом наукового дослідження з Камаеуаканалоа стала модель «Гавайських островів» для гарячих точок, в основному обмежена інформацією, зібраною з Гавайських островів. 
Однак гаряча точка Самоа наразі є загадкою для вчених.  На островах Самоа за останні 150 років сталося виверження на найсхіднішому острові Тау і на найзахіднішому острові Саваї. Останнє виверження на Саваї відбулося на горі Матавану (1905–1911) і на Тау в 1866 році. 

## Вайлулу'у
У 1975 році геофізик Рокне Джонсон відкрив підводну гору Вайлулуу, 45 км на схід від острова Тау в Американському Самоа, яка з того часу вивчала міжнародна група вчених. У вершинному кратері Вайлулуу є активний підводний вулканічний конус під назвою Нафануа , названий на честь богині війни в самоанській міфології . Дослідження Вайлулуу надає вченим ще одну можливу модель для гарячих точок  як альтернативу моделі гарячих точок на Гаваях.
Важливою відмінністю між Вайлулу'у і Камаеуаканалоа на Гаваях є повна відсутність толеїтових базальтовів у Вайлулуу , хоча обидва розташовані в крайній східній точці відповідних ланцюгів островів.
Північні острови Тонга ( Вавау і Ніуатопутапу ) віддаляються від Фіджі на Австралійській плиті зі швидкістю приблизно 130 мм/рік і 160 мм/рік відповідно, тоді як Ніуе та Раротонга на Тихоокеанській плиті наближаються до Австралійської плити приблизно на 80 мм/рік. Це означає, що Тихоокеанська плита розривається на куті межі траншеї зі швидкістю, яка є сумою цих двох (160 + 80) 240 мм/рік. 